# 红土梁镇
红土梁镇，是中华人民共和国河北省张家口尚义县下辖的一个乡镇级行政单位。

## 行政区划
红土梁镇下辖以下地区：
红土梁社区、红土梁村、大阳坡村、长条沟村、下井村、头号村、五十家村、榆树湾村、大西沟村、土木路村、永胜地村、大山进沟村、黄土窑村、豆府窑村、龙池窑村、七令沟村和二道背村。